# Liga de Béisbol Profesional de la República Dominicana 2016-17
La temporada 2016-2017 de la Liga de Béisbol Profesional de la República Dominicana fue la 63.ª edición de este campeonato. La temporada regular comenzó el 20 de octubre de 2016 y finalizó el 24 de diciembre de 2016. El Todos contra Todos o Round Robin inició el 27 de diciembre de 2016 y finalizó el 17 de enero de 2017. La Serie Final se llevó a cabo, iniciando el 19 de enero y concluyendo el 28 de enero de 2017, cuando los Tigres del Licey se coronaron campeones de la liga sobre las Águilas Cibaeñas. Esta fue la última temporada de Leonardo Matos Berrido fungiendo como presidente de la liga, cargo que ostentaba desde el año 1991. El 11 de julio de 2017, la Junta de Directores de la Liga de Béisbol Profesional de la República Dominicana, eligió unánimemente a Vitelio Mejía Ortiz como nuevo presidente de la liga, empezando en la temporada 2017-18.
La temporada fue dedicada a Alejandro Asmar Sánchez (Chito), propulsor y defensor de la expansión de la liga, realizada en la temporada 1983-84.